# Monster.com

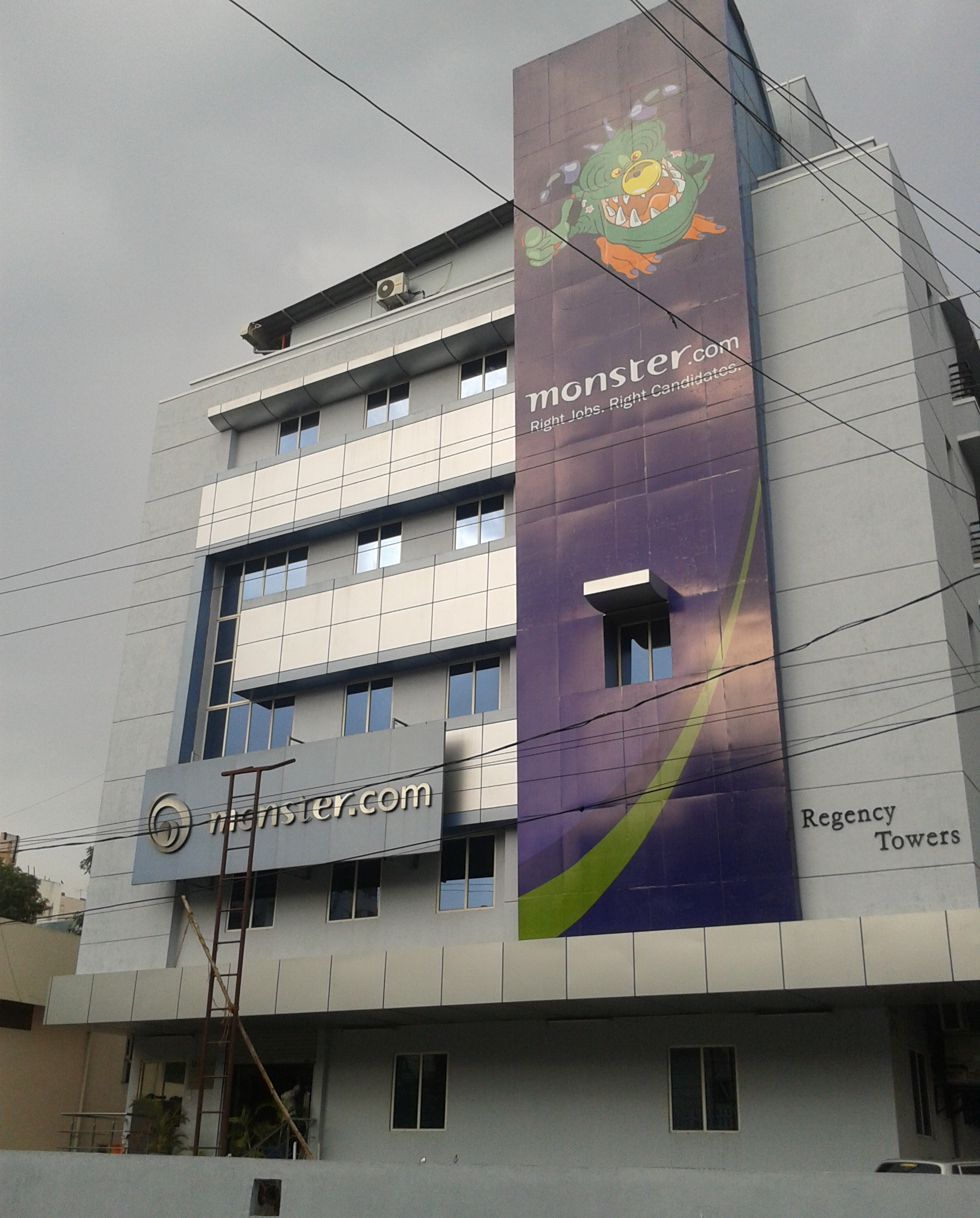
Kantoor van Monster.com

Monster Worldwide, Inc. of Monster.com is een Amerikaanse onderneming die zich richt op het via internet koppelen van werkzoekenden en werkgevers. Het bedrijf heeft jobsites in meerdere landen. Het is eigendom van Randstad NV.
De site biedt werkgevers de mogelijkheid tegen betaling vacatures online te plaatsen en zelf op zoek te gaan naar geschikte kandidaten in een cv-database. Werkgevers betalen in de regel voor deze dienstverlening. Werkzoekenden kunnen solliciteren op vacatures en hun cv online plaatsen. Deze diensten zijn daarentegen gratis.

## Geschiedenis
Jeff Taylor bedacht in 1994 een techniek om het internet te gebruiken om vacatures te publiceren. Men vond dat een reusachtig idee (een "monster idea") en zo ontstond de naam Monster. Aanvankelijk noemde Jeff Taylor zijn website The Monster Board, maar veranderde het later in Monster.com. In 1994 was Monster.com de 454e commerciële website ter wereld.
Eind jaren negentig breidde monster.com zich ook internationaal sterk uit. In Londen startte de eerste Europese vestiging onder de naam Monster.co.uk in 1996. Nederland was het tweede land. Op 13 januari 1998 zag The Monster Board het licht. Later werd de naam gewijzigd in Monsterboard.nl. Nederland is het enige Monster-land ter wereld waar het woord 'board' nog in de naam staat. In Nederland geldt namelijk de regel dat dorpen en steden het eerst recht hebben op een bepaalde URL. Zo is Monster.nl niet de URL van Monster Nederland, maar de URL van de plaats Monster in Zuid-Holland.
In 2005 telde Monster reeds websites in 23 landen. Het aandeel Monster MNST werd verhandeld aan de NYSE. Op 9 augustus 2016 maakte Randstad NV bekend Monster Worldwide over te nemen voor 387 miljoen euro.